# 1,2-Бензохінон
1,2-Бе́нзохіно́н (орто-бензохінон) — органічна сполука з класу хінонів та формулою {\displaystyle {\ce {C6H4O2}}}. Один з двох ізомерів бензохінону (другий — 1,4-бензохінон).
Має вигляд червоних призм. На відміну від свого ізомеру, орто-бензохінон є нестабільним: розкладається за температури 60—70 °С, реагує з водою.
Утворюється при окисненні пірокатехолу: